# Kastelletleden
Kastelletleden  är en allmän färjeled över sundet mellan Vaxholm och Vaxholmen. Färjan går mellan kajplats 9, nedanför Waxholms Hotell i Vaxholm och Vaxholms kastell, på ön Vaxholmen och är endast avsedd för fotgängare. Färjeleden är cirka 200 meter lång. 

## Historia
Den 29 april 2016 invigdes färjeleden